# La lluvia de París
La lluvia de París és la tercera obra de l'anomenada «trilogia de Getafe» de Lorenzo Silva, llançada l'any 2000.

## Argument
En aquesta part, la protagonista és la Sílvia, una noia amb talents artístics per la interpretació i físicament agraciada. Durant l'estiu, coneix un director de cine que ha vist treballs seus i decideix agafar-la com a actriu en una nova pel·lícula que està a punt de rodar. Així doncs, en poques setmanes tot el barri ho sap i fa els preparatius per passar de l'anonimat a la fama radicalment. Ho deixa tot, fins i tot a les seves dues amigues de l'ànima, protagonistes cadascuna d'elles dels llibres anteriors, i se'n va a viure sola a França. Allà comparteix pis amb una altra noia que també actua en la pel·lícula, i que, com descobrirà, serà una bona aliada davant les dificultats a venir, alhora que té unes idees molt diferents i més realistes sobre la vida que les de la mateixa Sílvia.
Anirà aprenent que el món de la fama i les estrelles de cine no és com tothom imagina i s'endurà alguna sorpresa negativa. Coneixerà la ciutat de les llums de la mà de la seva companya Ariane i el seu germà Eric, cadascun dels quals, deixarà una forta empremta en la seva estada a París. Com en la novel·la anterior, l'autor ens fa reflexionar sobre diversos aspectes per mitjà de llibres molt coneguts i perfectament vàlids per donar suport a les idees que ens vol explicar mitjançant la trama.
L'autor reincideix en el tema de les relacions humanes, com fa en tota la trilogia, però canviant radicalment d'escenari i personatges. En aquest cas, s'atreveix a introduir l'enamorament, la importància dels somnis en la vida, la superació de les adversitats i la gran importància de saber i poder decidir lliurement.

## Personatges de La Lluvia de París
La majoria de personatges de La lluvia de París són joves, però en aquesta novel·la es canvia l'escenari (de Getafe a París i pren protagonisme algun adult.

### Personatges principals
- Laura. Té 16 anys i viu a Getafe. No és gaire bona estudiant. És amiga de Sílvia i Irene. El seu germà és l'Adolfo. És la narradora de la història.
- Sílvia. És la noia més guapa de l'institut. Té 16 anys i no li agrada gaire estudiar. Aconsegueix tot el que vol. És amiga de la Laura i de la Irene. Està enamorada de l'Eric, el germà de l'Ariane.
- Irene. Té 16 anys i viu a Getafe. És molt bona estudiant, li encanta llegir i és amiga de la Laura i de la Sílvia.
- Ariane. És actriu de 18 anys, francesa. Té els cabells curts i negres, els ulls verds i la cara pigada. És simpàtica, misteriosa i una mica estranya. És amiga de Sílvia, amb qui comparteix pis a París.
- Adolfo. Anomenat l'hàmster, és el germà de la Laura. Té 10 anys i és una mica docte. Està enamorat de la Sílvia.
- André, És el director de la pel·lícula, té uns 40 anys, cabell blaquinós, atractiu, agradable i simpàtic. És el cap de Sílvia i Ariane.

### Personatges secundaris
- Gonzalo. És molt cregut i, habitualment, es riu de la gent.
- Eric. És el germà de l'Ariane. El seu lloc preferit és el cementiri de Belleville. Està enamorat de la Sílvia, però, a causa de la diferència d'edat, decideixen donar-se un temps.
- Michael. És molt atractiu i una mica imbècil.
- Chantal. És una actriu francesa molt famosa. És alta i atractiva, però una mica creguda.
- Roberto. És el company d'institut enamorat de la Laura. Viu al seu mateix bloc i, al final, ella se'n acaba enamorant.